# Phra Vo
Phra Vo (Brhat Voraratta; * im 18. Jahrhundert; † 1778 bei Don Mot Daeng) war ein Adliger im Königreich Vientiane.

## Leben
Phra Vo war Anhänger von Siri Bunyasena und half diesem 1767 auf den Thron von Vientiane, da er sich davon versprach, als Vizekönig eingesetzt zu werden. Nachdem sich dies nicht erfüllte, verließ er Vientiane und ging nach Nong Bua Lamphu, wo er sich als Anführer eines unabhängigen Gemeinwesens etablierte, das er Nakhon Khuankhan Karb Kei Bua Ban nannte.
1778 fiel Phra Vo im Kampf gegen Bunsan bei Don Mot Daeng. Er hinterließ einen Sohn, Thao Tirthikama (Tit Kham), der selbst 1791 zum Maha Uparat (Vizekönig) bestellt wurde und zwischen 1795 und 1814 stellvertretender Gouverneur von Ubon Ratchathani war, bevor er 1814 zum Gouverneur von Khemmarat ernannt wurde.